# 皮罗朗
皮罗朗（法語：Puyrolland，法語發音：[pɥiʁɔlɑ̃]）是法国滨海夏朗德省的一个市镇，位于该省北部，属于圣让当热利区。

## 地理
皮罗朗（46°2'21"N, 0°37'46"W）面积12.98 平方千米，位于法国新阿基坦大区滨海夏朗德省，该省份为法国西部滨海省份，北起旺代省，西临大西洋，南至吉倫特省，东南接多爾多涅省，东北接德塞夫勒省接壤，东临夏朗德省。
与皮罗朗接壤的市镇（或旧市镇、城区）包括：阿讷宰、贝尔奈圣马尔坦、布勒伊拉雷奥尔特、库朗、纳尚、圣卢、拉德维斯。

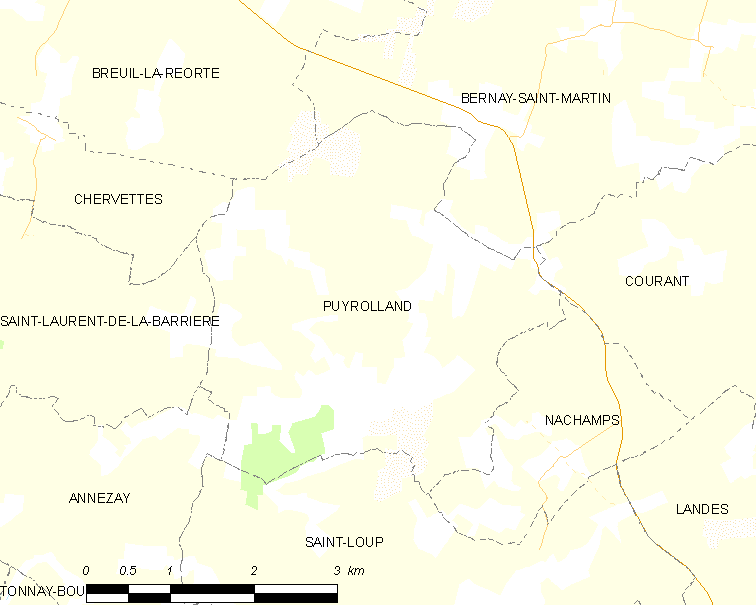
皮罗朗的OSM定位图

皮罗朗的时区为UTC+01:00、UTC+02:00（夏令时）。

## 行政
皮罗朗的邮政编码为17380，INSEE市镇编码为17294。

## 政治
皮罗朗所属的省级选区为圣让当热利县。

## 人口

1962-2008年间皮罗朗人口变化图示

皮罗朗于2022年1月1日时的人口数量为184人。